# Heinrich Graetz
Heinrich Graetz (ur. jako Tzvi Hirsh Graetz 31 października 1817 w Książu Wielkopolskim, zm. 7 września 1891 w Monachium) – niemiecki historyk i twórca szkoły historycznej. Uczony pochodzenia żydowskiego, profesor, autor pierwszej syntetycznej historii Żydów od czasów biblijnych do czasów mu współczesnych. Dzieło to w jedenastu tomach ukazało się w latach 1853–1876.

## Życiorys

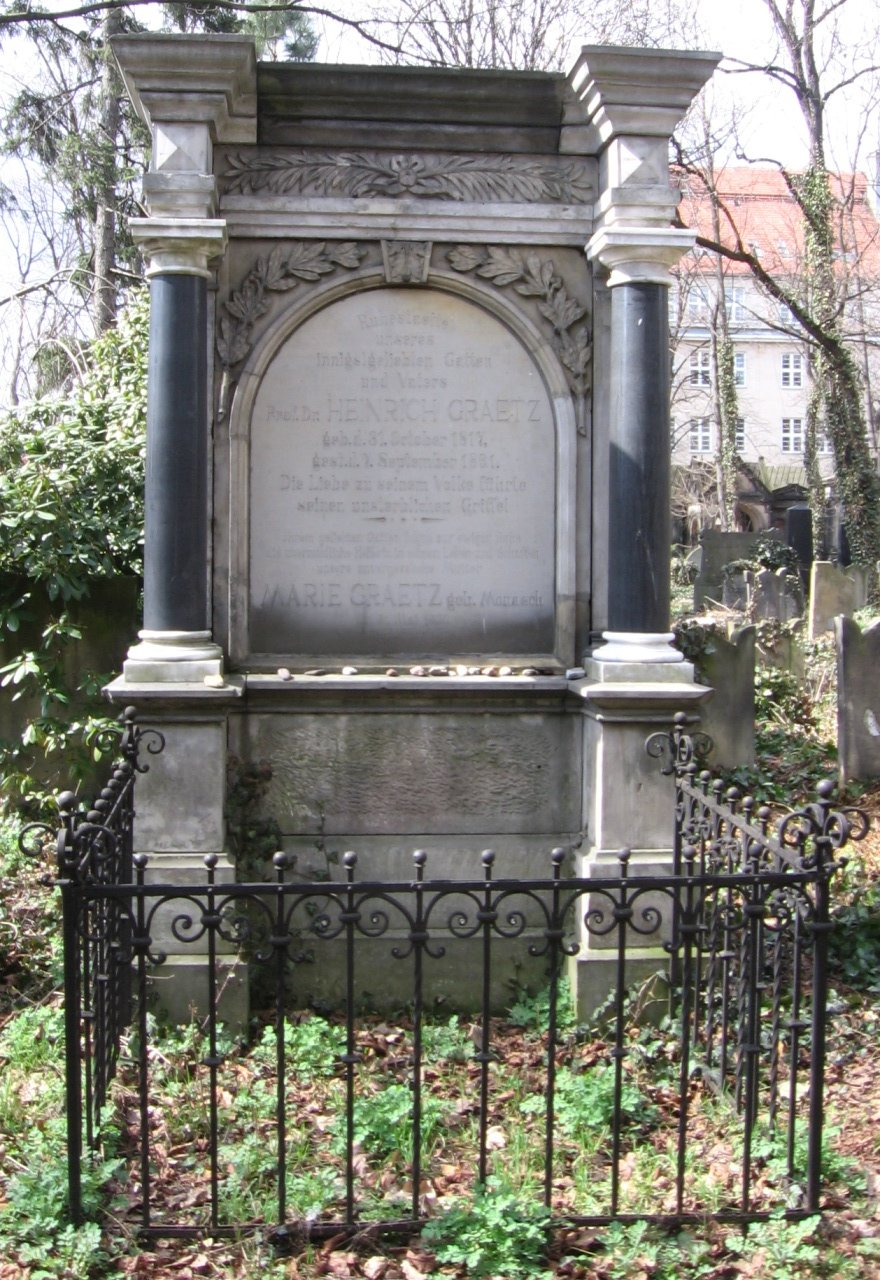
Grób Heinricha Graetza na Starym Cmentarzu Żydowskim we Wrocławiu

Był synem szojcheta (rytualnego rzeźnika żydowskiego, wykonującego szechitę). Jako młody człowiek pobierał nauki w jesziwie w Wolsztynie. Później próbował dostać się na uniwersytet w Pradze, ale nie uzyskał tam prawa pobytu; wrócił więc do Prus, gdzie od 1837 do 1840 mieszkał i pobierał nauki u ortodoksyjnego rabina Samsona Hirscha w Oldenburgu; potem przez dwa lata (1840–1842) był nauczycielem w Ostrowie Wielkopolskim. W październiku 1842 rozpoczął studia we Wrocławiu. W 1845 uzyskał doktorat na uniwersytecie w Jenie.
We Wrocławiu pozostał do 1848, kiedy zachęcony przez przyjaciół przeniósł się – zatrzymawszy się przez pewien czas w Mikulovie – do Wiednia, gdzie zamierzał jako dziennikarz spożytkować swoje dotychczasowe doświadczenia. W Mikulovie jednak, gdzie przebywał jego patron z czasów Oldenburga, rabi Hirsch, zaproponowano mu pracę nauczyciela w szkole żydowskiej, a w 1850 – naczelnego nauczyciela w niedalekim południowomorawskim mieście Brzecław. Tam poznał Marie Monasch z Krotoszyna, którą poślubił w październiku 1850. W 1852 przeniósł się do Berlina, a stamtąd – w 1854 na wrocławski uniwersytet, gdzie pozostał zatrudniony na stałe aż do śmierci (uzyskując tu w 1869 tytuł profesora). Od 1854 wykładał także w Żydowskim Seminarium Teologicznym we Wrocławiu. W 1854 r. z sukcesem negocjował w Trieście zakup dla biblioteki tego Seminarium cennej kolekcji ksiąg żydowskich Saravala.
Heinrich Graetz był ojcem czterech synów i jednej córki. Lato 1891, spędzał – jak miał to od kilku lat w zwyczaju – w uzdrowisku w Karlowych Warach. Odczuł tam jednak symptomy choroby serca, przerwał więc pobyt i pojechał do jednego z synów, profesora uniwersytetu w Monachium Leo Graetza. Nie udało się jednak zapobiec pogarszaniu się jego stanu zdrowia i tam zmarł. Pochowany jest na Starym Cmentarzu Żydowskim we Wrocławiu.

## Poglądy
Heinrich Graetz był przedstawicielem nurtu myślicieli potępiających kabalistyczną tradycję żydowską (Lauric Kaballah), powszechną zwłaszcza wśród rabinów na ziemiach polskich. Nakazywała ona takie działania, które zmierzały – według jej wyznawców – do umożliwienia przybycia Odkupiciela, Mesjasza. Graetz dowodził, że postępowanie w myśl zaleceń tej tradycji szkodzi mieszkającym wśród chrześcijan Żydom. Statut kaliski wydany w 1264 przez Bolesława Pobożnego zapewniał żydowskiej mniejszości bardzo dużą autonomię, w ramach której oni sami zobowiązani byli do przestrzegania praw zapisanych w Talmudzie. Graetz wykazywał, że częsta u rabinów skłonność do talmudycznej praktyki analizowania najdrobniejszych aspektów każdego problemu i „rozszczepiania włosa na czworo” wywołuje silny sprzeciw otoczenia, że jeszcze gorzej Żydom służy zwyczaj – jak sam to sformułował – „przekręcania faktów, chytrego mamienia ludzi” oraz „szukania przyjemności i poczucia wyższości z udanych oszustw”. Pisał m.in.: „Rzetelność i prawość nie wiedzieć gdzie się u wielu podziały (...) Tłum przyswoił sobie tę krętą dialektykę szkół talmudycznych i posługiwał się nią do wyprowadzenia w pole mniej sprytnych osobników. Co prawda, trudno było zażyć z mańki kutych na cztery nogi współwyznawców, ale świat nieżydowski, z którym obcowali, poczuł ku swojej szkodzie tę przewagę pomysłowego ducha Żydów polskich”.
Graetz w swych rozważaniach był dość konserwatywny i – z dzisiejszego punktu widzenia – często powtarzał stereotypowe poglądy ówczesnych Żydów niemieckich. Jego przemyślenia jednak do dziś często bywają cytowane w dyskusjach na tematy religii i współistnienia ze sobą kultur chrześcijańskiej i judaistycznej.